# Neskollen
Neskollen is een plaats in de Noorse gemeente Ullensaker, fylke Akershus. Neskollen telt 1157 inwoners (2007) en heeft een oppervlakte van 0,52 km².